# شتاء في الجليد
شتاء في الجليد (بالفرنسية: Un hivernage dans les glaces)‏، (بالإنجليزية: A Winter amid the Ice)‏ قصة قصيرة من تأليف الروائي جول فيرن صدرت عام 1855.